# Shaq Buchanan
Leroy Shaquille Buchanan, detto Shaq (Madison, 30 gennaio 1997), è un cestista statunitense.